# Suberynit
Suberynit – macerał z grupy liptynitu.
- w węglach brunatnych utworzony z substancji korowej – suberyny, ma tabliczkowy pokrój komórek, które w środku mogą być wypełnione korpohuminitem.
- w węglach kamiennych raczej rzadki, ma tabliczkowy pokrój komórek, a od innych macerałów mających budowę komórkową można go odróżnić ciemną barwą w świetle białym, niskiej refleksyjności i silniej fluorescencji.